# Maria Goret Chagas
‎‎
Maria Goret Chagas (Delfinópolis, 26 de julho de 1951)
«"A arte existe para tornar visível aquilo que está mais além dos olhos" - Paul Klee'»
Maria Goret faz parte da APBP - Associação dos Pintores com as Bocas e Pés.
Envia, mensalmente, cerca de 4 obras para a Suíça, onde um júri seleciona os quadros para serem reproduzidos e enviados para setenta países.
Possui várias reproduções no Brasil e outros países, tais como: Argentina, Canadá, México, Croácia, Eslovênia, Eslováquia, Cingapura, Suíça, África do Sul, Alemanha e outros.

## Biografia
Maria Goret Chagas, artista plástica, nascida em 26 de julho de 1951 filha de Alaide Rodrigues Chagas e Diva Nilza Soares Chagas, natural de Delfinópolis-MG, reside em Franca desde os 10 anos de idade.
É cidadã francana em reconhecimento às suas atividades culturais.
Nasceu com movimentos limitados nos braços, por causa de uma deficiência.
Sempre teve apoio familiar, a consideravam uma criança normal o que leva a artista ter como base e respaldo Deus e sua família.
Desde criança tem o dom para a cultura (artes visuais, educadora, ciências sociais, entre outros), começou sua carreira como professora de Literatura e Língua Portuguesa e atuou durante 28 anos no magistério, ministra palestras e oficinas de arte com crianças.
É reconhecida, também, pela sua luta pela inclusão.
Possui formação em licenciatura plena em Educação Artística, especialização em Semiologia da Comunicação, licenciatura plena em Letras, pós-graduação [em conclusão] em História, área de concentração em relações sociais cultura e ideologia em nível de mestrado UNESP.
Como artista plástica, iniciou profissionalmente em 1975, período em que iniciou a graduação em Educação Artística, porém sempre pintou com a boca e os pés, mas buscou um reconhecimento internacional coerente com o dom que possui.
É participante da Associação dos Pintores com a Boca e os Pés que é uma grande contribuição como reconhecimento profissional, pois todos os artistas que participam desta associação são remunerados com uma bolsa mensal.
Considera a arte como um ponto de equilíbrio na vida, pois é um convite a transportar a lugares e ter visões criativas, filosóficas e políticas.

## Obras Literárias
Maria Goret é autora de três livros, todos relacionados à arte e superação.
Em seu livro “Realize... tudo o que seu coração deseja!” Goret faz uma autobiografia, onde narra de forma metafórica, porém real, sua história de superação. O objetivo da obra, segundo a autora, é incentivar o leitor a uma mudança de paradigmas.
No livro “Era uma vez... uma garota de olhos encantados!” é relatado o sonho de uma garota deficiente visual em se tornar uma artista plástica, onde ela vive a experiência de um grande projeto chamado Cheiro da cor. O objetivo da obra é mostrar a sensibilidade aguçada e intensa do deficiente visual e a sua forma especial de ver a vida, seu espaço, sua inclusão e sua rotina.
Sua obra “A estrela de uma ponta!”, é uma releitura biográfica sobre inclusão infantil, que retrata sua infância e adolescência como deficiente, a escola comum e seu relacionamento com os professores, a tutela familiar, os amigos, as adaptações e a arte. É um livro ilustrado e interativo, onde as crianças poderão pintar e desenhar. A autora escolheu o titulo com a metáfora da estrela para representar cinco pontas, mas com apenas três eficientes comandadas pela principal: a mente. Seu objetivo é que o livro seja utilizado por crianças de 3 a 7 anos em escolas, com a orientação de professores que também poderão aprender mais sobre a deficiência e como lidar com ela, superando todas as barreiras entendimento sobre o corpo.
É um projeto do Governo de SP – PROAC.